# Maria Ressa
Maria Angelita Ressa, all'anagrafe Maria Angelita Delfin Aycardo (Manila, 2 ottobre 1963), è una giornalista filippina naturalizzata statunitense, insignita del premio Nobel per la pace 2021 insieme al giornalista russo Dmitry Muratov  "per i loro sforzi per salvaguardare la libertà di espressione, che è un prerequisito per la democrazia e la pace duratura". Ressa e Muratov sono i primi giornalisti dal 1935 a ricevere il premio Nobel per la pace.
Cofondatrice del sito giornalistico Rappler, nella seconda metà degli anni 2010 si è distinta per le critiche sull'operato del presidente filippino Rodrigo Duterte nell'ambito della sua "guerra alla droga", venendo arrestata e condannata per diffamazione online per la sua attività.
È una delle 25 figure di spicco della Commissione per la democrazia e l'informazione lanciata da "Reporter senza Frontiere". In precedenza ha trascorso quasi due decenni lavorando come reporter investigativo nel sud-est asiatico per la CNN.

## Biografia
Ressa è nata a Manila nel 1963 quando sua madre aveva 18 anni. Il padre di Ressa è morto quando lei aveva un anno. La madre si è poi trasferita negli Stati Uniti, lasciando la figlia e la sorella con la famiglia del padre, ma tornando spesso a visitarle. Successivamente, ha sposato un italo-americano ed ha portato entrambe le figlie negli Stati Uniti, quando Ressa aveva dieci anni.
Ressa è stata adottata dal patrigno e ha preso il suo cognome. I genitori si sono poi trasferiti a Toms River, nel New Jersey, dove ha frequentato la Toms River High School North, una scuola pubblica. Ressa ha studiato biologia molecolare e teatro alla Princeton University, dove si è laureata con lode in inglese e ha conseguito diplomi in teatro e danza nel 1986. Ha poi ottenuto un Fulbright Fellowship per studiare teatro politico presso l'Università delle Filippine Diliman.

### Attività professionale
Svolge il ruolo di amministratore delegato del sito web di notizie online Rappler. Maria Ressa ha vinto l'Overseas Press Club Award per il miglior documentario, il National Headliner Award per Investigative Journalism, una nomination agli Emmy per Outstanding Investigative Journalism, gli Asian Television Awards, TOWNS - Ten Outstanding Women in the Nation's Servizio (Filippine) e TOYM Filippine.
Nel 2015, il Philippine Movie Press Club ha conferito a Ressa il premio Lifes Achievement Excellence In Broadcasting. Nel 2016 è stata elencata da Kalibrr come uno delle otto personalità più influenti e potenti nelle Filippine. Nel novembre del 2017 Ressa, in qualità di CEO di Rappler, ha ricevuto il Premio Democrazia del 2017 assegnato dal National Democratic Institute a tre organizzazioni alla cena annuale del Democracy Award a Washington, intitolata Disinformation vs. Democracy: Fighting for Facts. Nel giugno 2018 Ressa è stata nominata vincitrice del Golden Pen of Freedom Award della World Association of Newspapers per il suo lavoro con la testata Rappler. Nel mese di dicembre 2018 è stata inclusa nella copertina Persona dell'anno 2018 di Time dedicata ai giornalisti "guardiani della verità".
Negli ultimi anni il suo sito giornalistico Rappler (https://www.rappler.com/news) è diventato uno dei principali critici della presidenza di Rodrigo Duterte e della sua politica di “esecuzioni extragiudiziarie” contro mercanti e fruitori di droghe. Per questo motivo Maria Ressa è stata violentemente attaccata dal Presidente Duterte e da ambienti a lui vicini. In un intervento pubblico del 7 maggio 2019, riportato in un lungo articolo del New York Times Magazine (articolo del 15 Ottobre 2019, pubblicato nell’edizione cartacea del giornale il 20 Ottobre 2019) , Maria Ressa afferma: «Non abbiamo fatto altro che il nostro dovere di giornalisti, eppure io ho subìto undici processi nell’ultimo anno e mezzo. Ho dovuto pagare una cauzione otto volte in tre mesi. Sono stata arrestata due volte e detenuta una volta».

## Opere
- Seeds of Terror: An Eyewitness Account of Al-Qaeda's Newest Center, New York, Free Press, 2003 ISBN 0-7432-5133-4
- From Bin Laden to Facebook: 10 Days of Abduction, 10 Years of Terrorism, Hackensack, World Scientific, 2013 ISBN 978-1-908979-55-1
- Come resistere a un dittatore: la battaglia per il nostro futuro (How to stand up to a dictator: The fight for our future), traduzione di Alessandra Noce, prefazione di Amal Clooney, La nave di Teseo, 2022  [2022], ISBN 9788834611630.